# Lili Reinhart
Pour les articles homonymes, voir Reinhart.
Lili Reinhart, née le 13 septembre 1996 à Cleveland dans l'Ohio, est une actrice américaine connue pour avoir interprété le célèbre personnage de comics Betty Cooper dans la série Riverdale.

## Biographie
Lili Reinhart naît à Cleveland en Ohio et grandit dans une ville voisine, Bay Village. Elle est la fille de Daniel et Amy Reinhart, et elle a deux sœurs : Chloé, née en 1993 et Tess, née en 2003.
Dès son enfance, elle développe une passion pour l'art et le spectacle. Elle voyage souvent entre l'Ohio et New York pour auditionner pour des rôles via des annonces trouvées sur internet avec sa mère. Elle rencontre son manager, Dara Gordon, en 2011 et signe dans une agence.

### Carrière
Lili Reinhart commence sa carrière en 2010 avec un rôle dans le court-métrage For Today. Après cela, elle enchaîne plusieurs seconds rôles dans des films indépendants comme The Kings of Summer et Forever's End (en).
En 2014, elle obtient son premier rôle récurrent dans une série télévisée en interprétant Heather Blumeyer dans Surviving Jack, diffusée sur le réseau Fox.
En février 2016, elle rejoint la distribution du pilote de Riverdale, une série adaptée des personnages de comics du célèbre éditeur Archie Comics, pour interpréter Elizabeth « Betty » Cooper. En mai 2016, la série est officiellement commandée. Elle est diffusée du 26 janvier 2017 à août 2023 sur le réseau The CW ainsi que sur Netflix.
En mars 2016, elle décroche son premier rôle principal dans un film en interprétant Margot Jensen dans le film indépendant Miss Stevens de Julia Hart, dans lequel elle joue aux côtés de Lily Rabe et Timothée Chalamet.

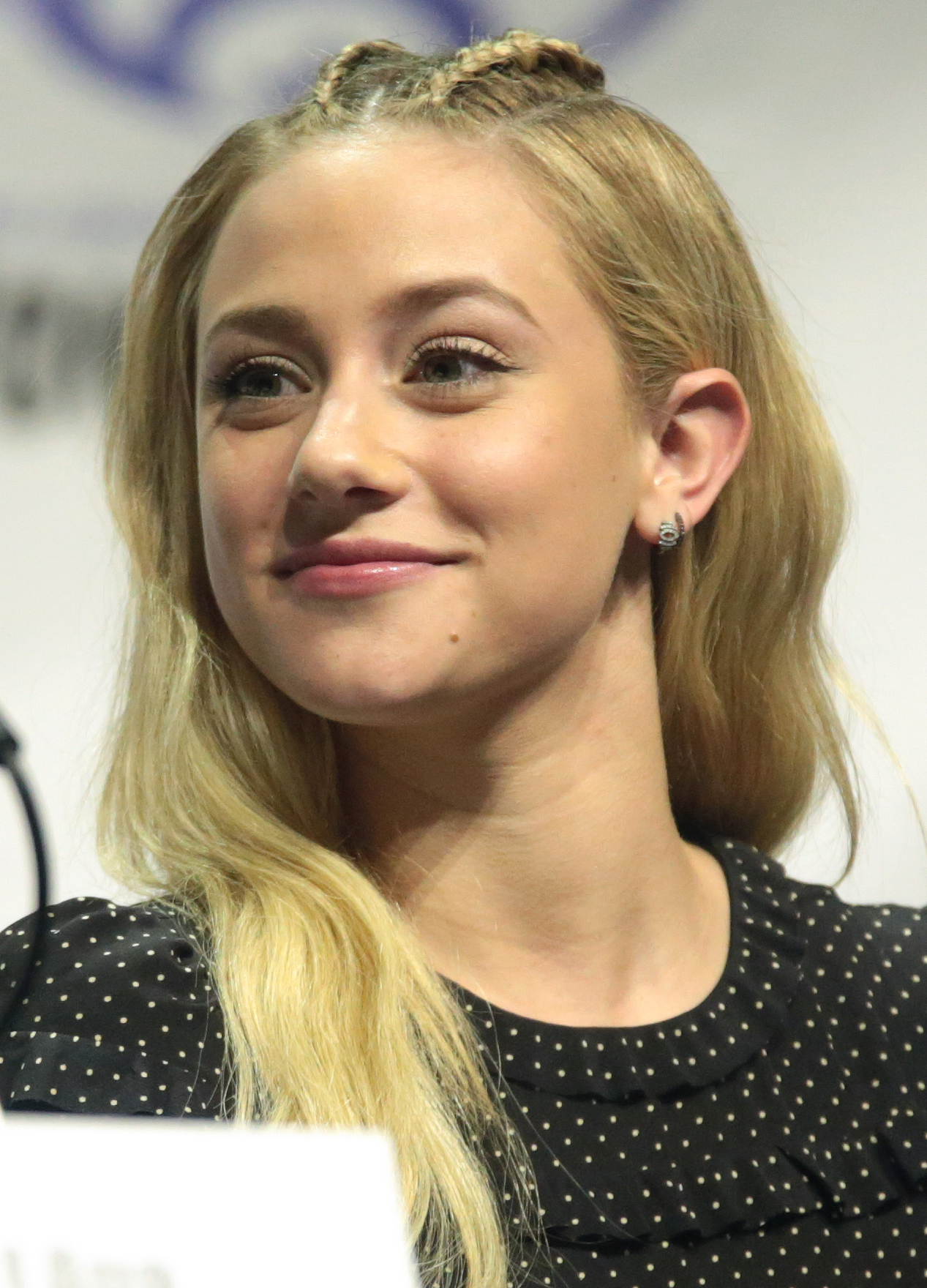
Lili Reinhart au Comic-Con de San Diego en 2017.

En 2018, elle est à l'affiche du premier film en anglais de l'actrice française Mélanie Laurent, intitulé Galveston, aux côtés d'Elle Fanning.
En 2019, elle rejoint la distribution principale de la comédie dramatique Queens aux côtés de Constance Wu, Jennifer Lopez et Cardi B. Le tournage débute le 22 mars 2019 à New York et le film sort en septembre 2019 aux États-Unis.
En 2020, elle incarne l'un des rôles principaux du film romantique et dramatique d'Amazon Studios, Chemical Hearts, du réalisateur Richard Tanne. Le projet est inspiré du roman Nos Cœurs en désaccord (Our Chemical Hearts) de Krystal Sutherland publié en 2016. Elle est également productrice déléguée du film.
En 2020, elle publie un recueil de poèmes sous le titre Swimming Lessons, illustré par Curt Montgomery. Il est traduit en français par Maud Desurvire sous le titre La Tête hors de l'eau aux éditions Michel Lafon.

### Vie privée
En septembre 2020, elle s'identifie comme chrétienne.

#### Vie sentimentale
De 2017 à mars 2020, elle est en couple avec Cole Sprouse, son partenaire dans Riverdale,.
Le 3 juin 2020, elle déclare publiquement être bisexuelle en écrivant : « Bien que je ne l'aie jamais annoncé publiquement avant ça, je suis fière d'être une femme bisexuelle. » Elle promeut à cette occasion un rassemblement LGBT+ organisé à Santa Monica.
Depuis 2023, Lili Reinhart est en couple avec Jack Martin.

#### Santé
En 2018, elle révèle qu'elle lutte contre une dépression. Elle déclare que Riverdale est arrivé à un moment dans sa vie où elle était très déprimée et que cette série l'a sauvée. Elle indique aussi qu'elle est atteinte de dysmorphophobie et d'alopécie,.

## Filmographie

### Cinéma

#### Longs métrages
- 2011 : Lilith de Sridhar Reddy : Lilith Wilson
- 2012 : Not Waving But Drowning de Devyn Waitt : Amy
- 2013 : The Kings of Summer de Jordan Vogt-Roberts : Vicki
- 2013 : Gibsonburg de Jonathon Kimble et Bob Mahaffey : Kathy Colaner
- 2013 : Forever's End de J.C. Schroder : Lily White
- 2016 : Miss Stevens de Julia Hart : Margot Jensen
- 2016 : The Good Neighbor (en) de Kasra Farahani : Ashley
- 2018 : Galveston de Mélanie Laurent : Tiffany
- 2019 : Queens (Hustlers) de Lorene Scafaria : Annabelle
- 2019 : Charlie's Angels d'Elizabeth Banks : Une nouvelle recrue de l'agence (caméo)
- 2020 : Les Désaccords du cœur (Chemical Hearts) de Richard Tanne : Grace Town (également productrice déléguée)
- 2022 : Une vie ou l'autre (Look Both Ways) de Wanuri Kahiu : Natalie

#### Courts métrages
- 2010 : Gor Today de J. C. Schroder : Rachel
- 2011 : The Most Girl Part of Girl de Devyn Waitt : Amy
- 2013 : The First Hope de Jeremy David White : Karen

### Télévision

#### Séries télévisées
- 2011 : New York, unité spéciale (saison 13, épisode 9) : Courtney Lane
- 2011 : Scientastic! (en) : Leah
- 2014 : Surviving Jack : Heather Blumeyer
- 2017 - 2023: Riverdale : Elizabeth « Betty » Cooper / Alice Smith adolescente
- 2020 : Les Simpson (The Simpsons) : Bella-Ella (voix)

#### Téléfilm
- 2015 : Cocked de Jordan Vogt-Roberts : Marguerite Paxson

## Discographie

### Bande-originale
- 2018 : Riverdale: Original Television Soundtrack - Season 2 (1 chanson)
- 2018 : Riverdale: Original Television Soundtrack - Special Episode: "Carrie The Musical" (5 chansons)
- 2019 : Riverdale: Original Television Soundtrack - Season 3 (1 chanson)
- 2019 : Riverdale: Original Television Soundtrack - Special Episode: "Heathers The Musical" (5 chansons)
- 2020 : Riverdale: Original Television Soundtrack - Special Episode: "Hedwig And The Angry Inch The Musical" (7 chansons)
- 2021 : Riverdale: Original Television Soundtrack - Season 5 (2 chansons)

## Distinctions
Sauf indication contraire, les informations mentionnées dans cette section peuvent être confirmées par la base de données cinématographiques IMDb,  présente dans la section « Liens externes ».
| Année | Prix                                     | Catégorie                                                    | Nomination     | Résultat   |
| ----- | ---------------------------------------- | ------------------------------------------------------------ | -------------- | ---------- |
| 2019  | 45e cérémonie des People's Choice Awards | Star féminine de série télévisée de l'année                  | Riverdale      | Nomination |
| 2019  | 45e cérémonie des People's Choice Awards | Star de série télévisée dramatique de l'année                | Riverdale      | Nomination |
| 2019  | Shorty Awards                            | Shorty Award for Storyteller of the Year                     | Lili Reinhart  | Nomination |
| 2019  | 21e cérémonie des Teen Choice Awards     | Meilleure actrice dans une série télévisée dramatique        | Riverdale      | Lauréat    |
| 2019  | 21e cérémonie des Teen Choice Awards     | Alchimie préférée dans une série télévisée avec Cole Sprouse | Riverdale      | Lauréat    |
| 2018  | 44e cérémonie des Saturn Awards          | Meilleur jeune acteur de télévision                          | Riverdale      | Nomination |
| 2018  | 20e cérémonie des Teen Choice Awards     | Meilleure actrice dans une série télévisée dramatique        | Riverdale      | Lauréat    |
| 2018  | 20e cérémonie des Teen Choice Awards     | Alchimie préférée dans une série télévisée avec Cole Sprouse | Riverdale      | Lauréat    |
| 2018  | 20e cérémonie des Teen Choice Awards     | Meilleur baiser avec Cole Sprouse                            | Riverdale      | Lauréat    |
| 2017  | 19e cérémonie des Teen Choice Awards     | Révélation masculine/féminine à la télévision                | Riverdale      | Lauréat    |
| 2017  | 19e cérémonie des Teen Choice Awards     | Alchimie préférée dans une série télévisée avec Cole Sprouse | Riverdale      | Lauréat    |
| 2013  | NewYork Vision Fest                      | Révélation de l'année                                        | The First Hope | Nomination |